# Sandra Escacena

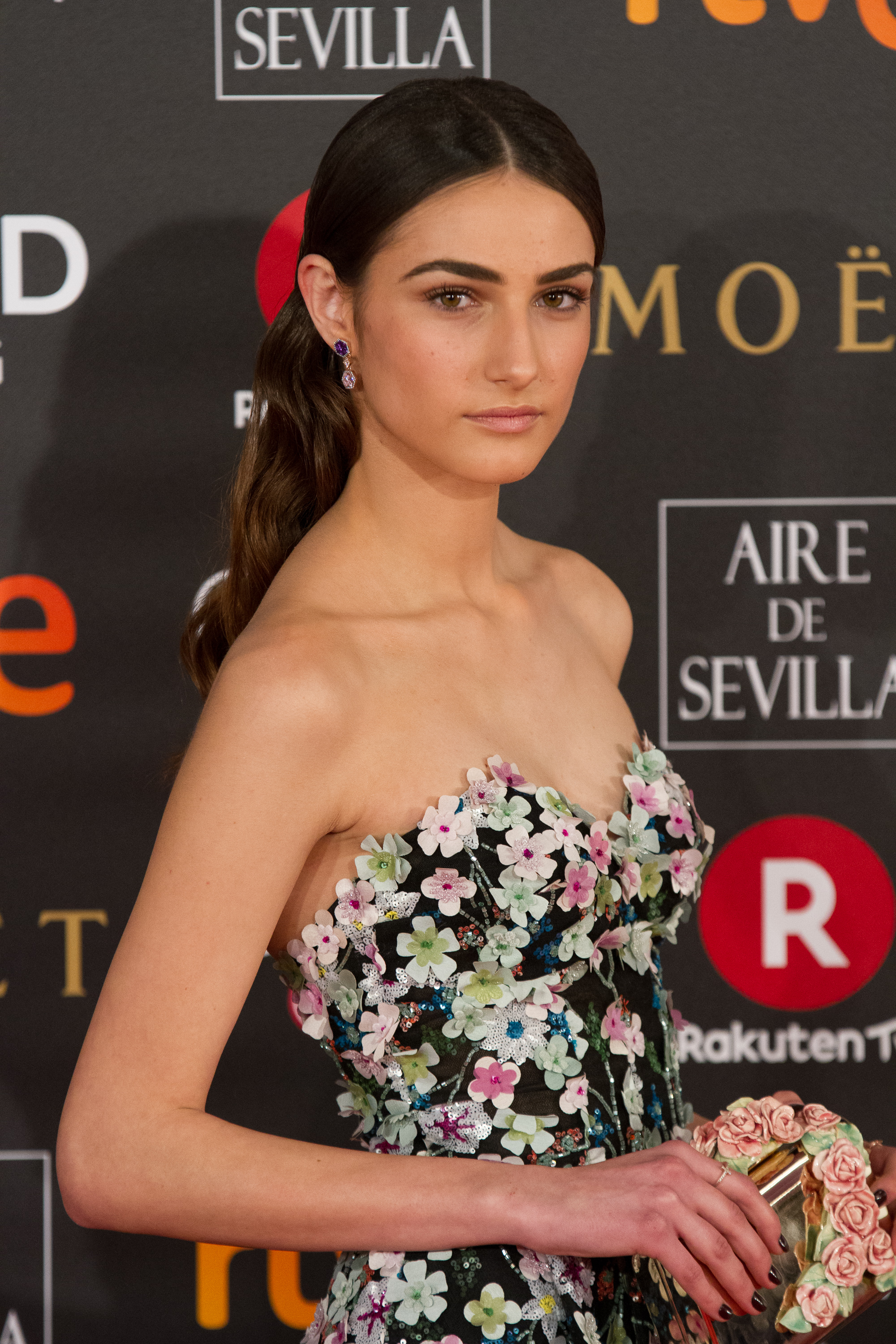
Sandra Escacena

Sandra Escacena (* 30. März 2001 in Madrid) ist eine spanische Schauspielerin.

## Biografie
Escacena wurde am 30. März 2001 in Madrid geboren. Zwischen 2009 besuchte sie die Schule Escuela S.V. Producciones. Seit 2015 nimmt sie Theaterkurse an der Primera Toma-Schule in Madrid.
Ihr Debüt gab sie 2017 in dem Film Verónica – Spiel mit dem Teufel. Dezember 2017 wurde sie für ihre Leistung für die Goya Award als Beste neue Schauspielerin und für den Feroz Award als Beste Hauptdarstellerin in einem Film nominiert.
Anschließend spielte sie 2018 in dem Fernsehfilm La parálisis del miedo mit. Außerdem wurde sie im selben Jahr für die Serie Comando Squad: La presencia gecastet. Unter anderem trat sie 2021 in El corazón del imperio auf. 2023 hatte Escacena eine Rolle in Die Todesschwester.

## Filmografie (Auswahl)
Filme
- 2017: Verónica – Spiel mit dem Teufel
- 2017: The Same
- 2018: La parálisis del miedo
- 2023: Die Todesschwester

Serien
- 2018: Paquita Salas
- 2019: Hospital Valle Norte
- 2019: Comando Squad: La presencia
- 2021: El corazón del imperio
- 2023: Traitors España

## Theater
- 2010: La otra historia de Caperucita Roja
- 2011: Blancanieves
- 2012: Nunca un Príncipe Azul
- 2013: La muy fogosa historia de Miguel Costilla
- 2014: Romeo y Julieta
- 2019: El Sirviente